# Rajasthan
Rajasthan (Devanagari: राजस्थान) is een deelstaat van India, gelegen in het noordwesten van het land. Met een oppervlakte van 324.239 km² is het de grootste van de Indiase deelstaten. Rajasthan telt 68.548.437 inwoners (2011). In oppervlakte en inwonertal staat het ongeveer gelijk aan Italië. De hoofdstad van Rajasthan is Jaipur.
Rajasthan wordt begrensd door vijf andere Indiase deelstaten: Punjab in het noorden, Haryana in het noordoosten, Uttar Pradesh in het oosten, Madhya Pradesh in het zuidoosten en Gujarat in het zuidwesten. In het westen en noordwesten grenst de staat respectievelijk aan de Pakistaanse provincies Sind en Punjab. Een groot deel van het westen van Rajasthan wordt in beslag genomen door de Tharwoestijn.

## Geschiedenis
Rajasthan was eveneens bekend als Rajputana, naar de kaste van de Rajputs die hier sinds de 6e eeuw over lokale koninkrijken hebben geregeerd. Zij boden met wisselend succes weerstand tegen de islamitische Mogols, die vanaf de 16e eeuw vanuit Afghanistan gebieden in Rajasthan innamen en tegen het midden van de 17e eeuw het grootste deel van het overwegend hindoeïstisch India beheersten.
Na de ondergang van het Mogulrijk in de loop van de 18e eeuw boden de maharaja's vervolgens verzet tegen de naburige koninkrijken van de Maratha's en Pindaris. Ze vroegen daarbij de hulp van de Britten, die hun in ruil voor handelsvoordelen steun en bescherming boden, waardoor de koninkrijken van Rajasthan vanaf het einde van de 19e eeuw koloniale provincies van Brits-Indië werden, zij het met sterke lokale autonomie.
Sinds de onafhankelijkheid van India (1947) maken de koninkrijken integraal deel uit van de Indiase republiek, en vervullen de maharaja's geen enkele officiële functie meer. Rajasthan werd in 1949 officieel een deelstaat en kreeg zijn huidige vorm in 1956.

## Steden
Belangrijke steden in Rajasthan zijn:
- Jaipur
- Udaipur
- Pushkar
- Jodhpur
- Jaisalmer
- Bikaner
- Ajmer

## Bestuurlijke indeling
Rajasthan is bestuurlijk onderverdeeld in 33 districten, die gegroepeerd zijn in zeven divisies. Hieronder volgt een lijst van de huidige districten, gegroepeerd per divisie:
| - Ajmer - Ajmer - Bhilwara - Nagaur - Tonk - Bharatpur - Bharatpur - Dholpur - Karauli - Sawai Madhopur - Bikaner - Bikaner - Churu - Hanumangarh - Sri Ganganagar - Jaipur - Alwar - Dausa - Jaipur - Jhunjhunu - Sikar |  | - Jodhpur - Barmer - Jaisalmer - Jalore - Jodhpur - Pali - Sirohi - Kota - Baran - Bundi - Jhalawar - Kota - Udaipur - Banswara - Chittorgarh - Dungarpur - Pratapgarh - Rajsamand - Udaipur |  |  |

## Politiek en overheid
Het parlement van Rajasthan hanteert, zoals de meeste Indiase staten, een eenkamerstelsel. Deze wordt de Vidhan Sabha genoemd en telt 200 zetels. De parlementsverkiezingen vinden normaliter iedere vijf jaar plaats.
De Congrespartij (INC) was, met uitzondering van de periode 1977-1980, tot 1990 de machtigste partij in Rajasthan. In 1977 lukte het de Janata-partij om een parlementaire meerderheid te behalen, en Bhairon Singh Shekhawat werd de eerste chief minister die niet lid was van de Congrespartij. Nadat de Janata-partij in 1980 uit elkaar viel, lukte het de Congrespartij om tijdens de verkiezingen van dat jaar weer aan de macht te komen. Deze macht behielden ze tot aan de verkiezingen in 1990, toen de Bharatiya Janata-partij (BJP) en de Janata Dal (JD) samen een meerderheid behaalden. Shekhawat (inmiddels uitkomend voor de BJP) werd daarop voor de tweede keer chief minister. Echter, na de vernieling van de Babri-moskee in Ayodhya op 6 december 1992, werd de regering van Shekhawat door de Indiase premier Narasimha Rao ontbonden. Zoals artikel 356 uit de Grondwet van India in zo'n geval voorschrijft, viel Rajasthan vervolgens tijdelijk onder de directe verantwoordelijkheid van de president van India, wat in de praktijk wordt uitgevoerd door de gouverneur van een andere deelstaat. Na een jaar werden in december 1993 opnieuw verkiezingen gehouden in Rajasthan, waarbij de Bharatiya Janata-partij nog verder groeide. De partij behaalde net geen meerderheid, maar slaagde er met steun van een groep onafhankelijke parlementariërs toch in een regering vormen. Ondanks weerstand van de toenmalige gouverneur kon Shekhawat hierdoor aan zijn derde (en laatste) termijn als chief minister beginnen. Deze keer voltooide hij zijn termijn wel.
Sinds 1998 tonen de parlementsverkiezingen in Rajasthan een patroon waarbij de Congrespartij en de Bharatiya Janata-partij elkaar om en om afwisselen als grootste partij. De Congrespartij was sindsdien drie periodes aan de macht (1998-2003, 2008-2013 en opnieuw sinds 2018), waarbij Ashok Gehlot telkens als chief minister fungeerde. In de tussenliggende periodes (2003-2008 en 2013-2018) regeerde de BJP, met Vasundhara Raje als eerste vrouwelijke chief minister van Rajasthan.
De zetelverdeling in het parlement van Rajasthan werd bij de verkiezingen van december 2018 als volgt bepaald:
| Partij                                                 | Zetels | Verschil met 2013 |
| ------------------------------------------------------ | ------ | ----------------- |
| Congrespartij (INC)                                    | 100    | +79               |
| Bharatiya Janata-partij (BJP)                          | 73     | -90               |
| Bahujan Samajpartij (BSP)                              | 6      | +3                |
| Rashtriya Loktantrik-partij (RLP)                      | 3      | Nieuw             |
| Communistische Partij van India (Marxistisch) (CPI(M)) | 2      | +2                |
| Bharatiya Tribal-partij (BTP)                          | 2      | Nieuw             |
| Rashtriya Lok Dal (RLD)                                | 1      | +1                |
| Onafhankelijke kandidaten                              | 13     | +6                |
| Overige partijen                                       | 0      | -6                |

### Gouverneurs
De gouverneur is hoofd van de deelstaat en wordt voor een termijn van vijf jaar aangewezen door de president van India. De rol van de gouverneur is hoofdzakelijk ceremonieel en de echte uitvoerende macht ligt bij de ministerraad, met aan het hoofd de chief minister.
Deelstaat: Andhra Pradesh · Arunachal Pradesh · Assam · Bihar · Chhattisgarh · Goa · Gujarat · Haryana · Himachal Pradesh · Jharkhand · Karnataka · Kerala · Madhya Pradesh · Maharashtra · Manipur · Meghalaya · Mizoram · Nagaland · Odisha · Punjab · Rajasthan · Sikkim · Tamil Nadu · Telangana · Tripura · Uttarakhand · Uttar Pradesh · West-Bengalen
Unieterritorium: Andamanen en Nicobaren · Chandigarh · Dadra en Nagar Haveli en Daman en Diu · Delhi · Jammu en Kasjmir · Laccadiven · Ladakh · Puducherry